# Дисекція аорти
Дисе́кція ао́рти[джерело?] (англ. Aortic dissection) — розшарування стінки аорти.
Розшарування відбувається завдяки потоку крові, що потрапляє між шарами стінки аорти. Дисекція аорти вважається станом, що загрожує життю пацієнта, тому в медицині (кардіохірургії) її відносять до невідкладних станів. Несвоєчасна діагностика та надання кардіохірургічної допомоги призводять до смерті пацієнта внаслідок масивної кровотечі.

## Загальні відомості

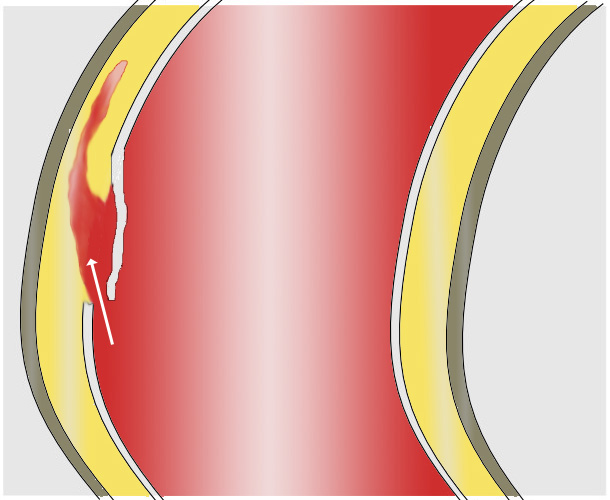
Кров, що потрапляє через інтиму (внутрішній анатомічний шар аорти) в медію (середній анатомічний шар аорти)

Як відомо, стінка аорти складається з трьох шарів. Внутрішній шар, який безпосередньо контактує з кров'ю називається інтима, від лат. tunica intima. Інтима переважно складається з ендотеліальних клітин. За нею слідує середній шар стінки аорти — медія, від лат. tunica media. Вона переважно складається з еластичних волокон, та невеликої кількості непосмугованої м'язової тканини. Завдяки цьому аорту відносять до судин еластичного типу. Хоча існує думка про розгляд аорти, як окремого органа серцево-судинної системи. Зовнішній шар аорти відомий як адвентиція, від лат. tunica adventitia. Цей шар повністю складається зі сполучної тканини.
При дисекції аорти, кров через пошкоджену інтиму потрапляє до медії. Завдяки великому тиску у просвіті аорти, кров розшаровує медію, фактично створюючи нову порожнину, яка з часом починає збільшуватися та поширюватися далі вздовж аорти.
Небезпека полягає в тому, що в будь-який час може відбутися розрив аорти, наслідком якого є масивна кровотеча та раптова смерть.

## Класифікація

### Класифікація ДеБейкі
Запропонована в 1965 році Майклом ДеБейкі. Являє собою анатомічну класифікацію дисекції аорти. Вона розрізняє різні типи дисекції в залежності від місця пошкодження інтими та протяжності вздовж аорти самої дисекції (локалізація лише у висхідній аорті чи висхідній аорті, або охоплює висхідну та низхідну аорту одночасно).
- Тип I — починається у висхідній аорті, поширюється на дугу аорти і, як правило, продовжується далі по низхідній аорті.
- Тип II — починається та закінчується лише у межах висхідної аорти.
- Тип III — починається у низхідній аорті.

### Стенфордська класифікація
Запропонована у 1970 році в Стенфордському Університеті. Дисекція аорти поділяється на 2 групи; A та B в залежності від враження висхідної аорти.
- A = Тип I and Тип II за класифікацією ДеБейкі
- B = Тип III за класифікацією ДеБейкі

## Ознаки та симптоми

### Інфаркт міокарда
Інфаркт міокарда виникає у 1-2 % випадків при дисекції аорти. Це пов'язано із залученням до патологічного процесу коронарних артерій. Права коронарна артерія залучається частіше, ніж ліва. При цьому, якщо проводиться тромболітична терапія інфаркту міокарда, це підвищую смертність від дисекції аорти на госпітальному етапі до 70 %. Як правило, смерть пацієнтів настає внаслідок кровотечі в перикардіальну порожнину, яка своєю чергою спричинює тампонаду серця. Тому необхідна обережність при застосуванні тромболітичної терапії.

## Діагностика

### Ехокардіографія
В тому числі і трансезофагеальна (черезстравохідна) ехокардіографія

## Диференційна діагностика
Гострий коронарний синдром з або без підняття сегмента ST

Аортальна регургітація без дисекції

Аневризма аорти без дисекції

М'язовий біль

Перикардит

Пухлини середостіння

Плеврити

Легенева емболія

Холецистит

Атеросклеротична або холестерольна емболія